# Dentatnost
Dentatnost je broj donorskih grupa pojedinačnog liganda koje se vezuju za centralni atom u koordinacionom kompleksu. U mnogim slučajevima, samo jedan atom liganda se vezuje za metal, tako da je dentantnost jednaka jedinici, i za ligad se kaže da je monodentatan (ponekad se koristi izraz unidentatan). Ligandi sa više od jednog vezanog atoma se nazivaju polidentatnim ili multidentatnim. Reč dentantnost je izvedena iz dentis, latinske reči za zub. Na ligand se gleda kao da ugriza metal na jednoj ili više tački. Dentantnost liganda se opisuje grčkim slovom κ ('kapa'). Na primer, κ6-EDTA opisuje EDTA ligand koji se koordinira sa šest nekontinuiranih atoma.
Dentantnost se razlikuje od haptičnosti, pošto se haptičnost ekskluzivno odnosi na ligande čiju su koordinirani atomi kontinuirani. U tim slučajevima se koristi η ('eta') notacija. Premoštavajući ligandi koriste μ ('mi') notaciju.

## Spoljašnje veze
- EDTA chelation lecture notes.  2.4MB PDF - Slide 3 on denticity